# Filipe Vargas
Filipe Vargas (Caldas da Rainha, 2 de Maio de 1972) é um cineasta e actor português.

## Carreira
É reconhecido pelos seus papéis em Conta-me como foi ou A Vida Privada de Salazar, onde interpretou o Cardeal Manuel Cerejeira. Em 2013, atuou no filme Comboio Noturno Para Lisboa - adaptação do livro de mesmo nome escrito por Pascal Mercier - no papel do jovem Padre Bartolomeu.

### Cinema
No cinema participou em produções como:
- The Lovebirds, 2007
- Corrupção, 2007
- Call Girl, 2007
- A Corte do Norte, 2008
- A Vida Privada de Salazar, 2009
- Quero ser uma Estrela, 2010
- Filme do Desassossego, 2010
- O Estranho Caso de Angélica, 2010
- La Madre, 2011
- Operação: Outono, 2012
- Comboio Noturno Para Lisboa, 2013
- Quarta Divisão, 2013
- Os Maias, 2014
- John From, 2015
- A Mãe é que Sabe, 2016
- Peregrinação, 2017
- Ruth, 2018
- Diamantino, 2018
- Le Cahier Noir, 2018
- A Herdade, 2019

### Televisão
Na televisão participou em séries e novelas como:
| Ano         | Projeto                    | Papel                              | Notas                    | Canal | Ref.                    |
| ----------- | -------------------------- | ---------------------------------- | ------------------------ | ----- | ----------------------- |
| 2006        | Floribella                 |                                    | Participação Especial    | SIC   | [carece de fontes?]     |
| 2007 - 2008 | Conta-me como foi          | Dino                               | Elenco Principal         | RTP1  | [ 4 ] [ 6 ] [ 7 ] [ 8 ] |
| 2007        | A Minha Família            | Recepcionista                      | Participação Especial    | RTP1  | [carece de fontes?]     |
| 2007        | Regresso a Sizalinda       |                                    | Elenco Secundário        | RTP1  | [ 9 ] [ 10 ]            |
| 2007        | O Dia do Regicídio         | Marinha de Campos                  | Elenco Secundário        | RTP1  | [ 11 ]                  |
| 2008        | Vila Faia                  | Advogado de Alberto                | Elenco Adicional         | RTP1  |                         |
| 2008        | Liberdade 21               |                                    | Participação Especial    | RTP1  | [ 4 ] [ 12 ]            |
| 2008        | Casos da Vida              | Jorge                              | Elenco Principal         | TVI   | [ 4 ]                   |
| 2009        | Rebelde Way                | Rogério                            | Elenco Adicional         | SIC   | [carece de fontes?]     |
| 2009        | A Vida Privada de Salazar  | Cardeal Manuel Gonçalves Cerejeira | Elenco Principal         | SIC   |                         |
| 2009        | Cidade Despida             | Rui                                | Participação Especial    | RTP1  |                         |
| 2010        | República                  | Paiva Couceiro                     | Elenco Secundário        | RTP1  | [ 13 ]                  |
| 2010        | Maternidade                |                                    | Participação Especial    | RTP1  | [ 4 ]                   |
| 2010 - 2011 | Lua Vermelha               | André                              | Elenco Principal         | SIC   | [ 14 ] [ 15 ]           |
| 2010 - 2011 | Velhos Amigos              | Eduardo Fontes                     | Elenco Principal         | RTP1  | [ 16 ]                  |
| 2011        | A Sagrada Família          | Américo                            | Elenco Principal         | RTP1  | [ 17 ]                  |
| 2011        | Pai à Força (3ª Temporada) | David Fernandes                    | Elenco Principal         | RTP1  | [ 18 ]                  |
| 2011        | Mistérios de Lisboa        | D. Paulo de Albuquerque            | Elenco Principal         | RTP1  |                         |
| 2012        | As Linhas de Torres Vedras | Vicente de Almeida                 | Elenco Principal         | RTP1  |                         |
| 2012 - 2013 | Sinais de Vida             | Guilherme                          | Elenco Principal         | RTP1  | [ 19 ] [ 20 ]           |
| 2013 - 2014 | Sol de Inverno             | Mariano Alvarenga                  | Elenco Principal         | SIC   | [ 21 ] [ 22 ]           |
| 2014 - 2015 | Bem-Vindos a Beirais       | Matias                             | Elenco Principal         | RTP1  | [ 21 ]                  |
| 2015 - 2016 | Coração d'Ouro             | Inácio Lobato                      | Co- Antagonista          | SIC   | [ 23 ]                  |
| 2016        | Donos Disto Tudo           | Vários Papéis                      | Ator Convidado           | RTP1  |                         |
| 2017        | Mulheres Assim             | Fernando                           | Elenco Adicional         | RTP1  |                         |
| 2017        | Madre Paula                | Martinho de Barros                 | Elenco Principal         | RTP1  |                         |
| 2017        | Espelho d'Água             | Hélder Gonçalves                   | Elenco Adicional         | SIC   |                         |
| 2017        | Jacinta                    | Prior Manuel                       | Elenco Principal         | TVI   | [ 24 ]                  |
| 2017 - 2018 | A Herdeira                 | Bernardo Viegas                    | Elenco Principal         | TVI   | [ 25 ]                  |
| 2018 - 2019 | A Teia                     | Tiago Messias                      | Elenco Principal         | TVI   | [ 26 ]                  |
| 2019        | Amar Depois de Amar        | Augusto Oliveira                   | Protagonista             | TVI   | [ 27 ] [ 28 ]           |
| 2020        | Quer o Destino             | Lucas Costa de Santa Cruz          | Protagonista             | TVI   | [ 29 ]                  |
| 2021        | Prisão Domiciliária        | Bernardo Góis                      | Elenco Recorrente (OPTO) | SIC   |                         |
| 2022 - 2023 | Quero É Viver              | José Luís Furtado                  | Elenco Principal         | TVI   |                         |
| 2024        | O Americano                | Gerente do Banco                   | Pequena participação     | RTP1  |                         |
| 2025        | Vai Direto                 | Bernardo Veiga                     | Elenco Principal         | TVI   |                         |
| 2025        | Star Park                  | Ele Próprio                        | Participante             | TVI   |                         |

## Prémios
Troféus de Televisão TV 7 Dias/Impala
| Ano  | Prémio                       | Resultado |
| ---- | ---------------------------- | --------- |
| 2021 | Telenovelas - Ator Principal | Indicado  |